# Cladomorphinae
A Cladomorphinae a rovarok (Insecta) osztályának a botsáskák (Phasmatodea) rendjéhez, ezen belül a valódi botsáskák (Phasmatidae) családjához tartozó alcsalád.

## Rendszerezés
Az alcsaládba az alábbi nemzetségek és nemek tartoznak:
- Baculini
  - Baculum
- Cladomorphini
  - Cladomorphus
  - Hirtuleius
  - Jeremia
  - Jeremiodes
  - Otocrania
  - Otocraniella
  - Xylodus
- Cladoxerini
  - Cladoxerus
  - Parabactridium
- Cranidiini
  - Aploploides
  - Aplopocranidium
  - Cranidium
  - Diapherodes
  - Haplopus
    - Haplopus mayeri - szinonimája: Aplopus mayeri

  - Paracranidium